# Crapatalus munroi
Crapatalus munroi is een straalvinnige vissensoort uit de familie van zuidelijke zandvissen (Leptoscopidae). De wetenschappelijke naam van de soort werd voor het eerst geldig gepubliceerd in 1987 door Last & Edgar.